# Szergej Alekszandrovics Zubov
Szergej Alekszandrovics Zubov (oroszul: Сергей Александрович Зубов; Moszkva, 1970. július 22.) olimpiai bajnok és Stanley-kupa-győztes orosz jégkorongozó, edző. A National Hockey League-ben a New York Rangers, a Pittsburgh Penguins és a Dallas Stars játékosa volt. 2019-ben beválasztották a Jégkorong Hírességek Csarnokába.

## Karrier
Zubovot a Rangers választotta ki az 1990-es NHL-drafton az ötödik körben a 85. helyen. Azelőtt a Vörös Hadsereg hoki csapatában a HK CSZKA Moszkvában játszott. Egészen 1992-ig szerepelt ebben a csapatban, ekkor azonban a Szovjetunió összeomlott. Jégre lépett a Rangers farmcsapatában az AHL-ben szereplő Binghamton Rangers-ben. Itt 30 meccsen 36 pontot szerzett ami átlagon felüli egy védőtől. Az 1993–1994-es szezonban a Rangers-ben játszott és 12 góllal valamint 77 ponttal elképesztő alapszakaszt zárt és a rájátszásban újabb 19 ponttal segítette csapatát a Stanley-kupához. Továbbra is jól játszott New Yorkban de 1995. augusztus 31-én elcserélték őt és Petr Nedvědet Ulf Samuelssonra és Luc Robitaille-ra a Pittsburgh-gel. Itt csak egy szezont töltött és 1996. június 22-én elcserélték Kevin Hatcherre a Dallas-szal. Ezek után már közel sem volt olyan jó szezonja mint az 1993–1994-es. A 2005–2006-os szezonban sok új szabály született minek következtében Zubov játékstílusa sok helyen előnyt élvezett és így 71 pontot szerzett minek következtében először jelölték a James Norris-emlékkupára. A 2007–2008-as szezon felét kihagyta sérülés miatt. A 2008–2009-es idényben mindössze tíz mérkőzést játszott sérülés miatt. 2009-ben elhagyta az NHL-t és visszatért hazájába. A 2009–2010-es idényben a KHL-es SZKA Szentpétervár csapatában játszott. 2011. április 18-án bejelentette visszavonulását.
2022. január 28-án a Dallas Stars visszavonultatta Zubov 56-os mezét.

## Nemzetközi szereplés
Első nemzetközi szereplése a szovjet válogatottban 1988-ban volt, amikor részt vett a junior Európa-bajnokságon. Az 1989-es junior világbajnokságon már aranyérmes lett a szovjet csapattal. A következő évben a nagy rivális Kanada legyőzte őket a döntőben, így csak ezüstérmesek lettek. Az 1992-es téli olimpián az Egyesített Csapattal olimpiai bajnoki címet nyert. Ugyan ebben az évben a világbajnokságon csak az ötödikek lettek. Legközelebb és egyben utoljára az 1996-os jégkorong világkupán képviselte hazáját nagy nemzetközi tornán, ahol elődöntős volt az orosz válogatottal.

## Sikerei, díjai
- U18-as Európa-bajnokság bronzérem: 1988
- U18-as Európa-bajnokság All-Star Csapat: 1988
- U18-as Európa-bajnokság legjobb védőjének választva: 1988
- U20-as világbajnokság aranyérem: 1989
- U20-as világbajnokság ezüstérem: 1990
- Spengler-kupa-győztes: 1991 (HK CSZKA Moszkva)
- Olimpiai aranyérem: 1992
- Stanley-kupa-győztes: 1994 (New York Rangers), 1999 (Dallas Stars)
- NHL All-Star gála: 1998, 1999, 2000, 2008
- NHL Második All-Star csapat: 2006
- KHL All-Star gála: 2010
- KHL Első All-Star csapat: 2010

## Karrier statisztika
| 1988–1989                 | HC CSKA Moszkva           | OSzL                      | 29   | 1   | 4   | 5   | —    | 10  | —   | —  | —  | —   | —   | —  |
| 1989–1990                 | HC CSKA Moszkva           | OSzL                      | 48   | 6   | 2   | 8   | —    | 16  | —   | —  | —  | —   | —   | —  |
| 1990–1991                 | HC CSKA Moszkva           | OSzL                      | 41   | 6   | 5   | 11  | —    | 12  | —   | —  | —  | —   | —   | —  |
| 1991–1992                 | HC CSKA Moszkva           | OSzL                      | 36   | 4   | 7   | 11  | —    | 6   | —   | —  | —  | —   | —   | —  |
| 1992–1993                 | HC CSKA Moszkva           | OSzL                      | 1    | 0   | 1   | 1   | —    | 0   | —   | —  | —  | —   | —   | —  |
| 1992–1993                 | Binghamton Rangers        | AHL                       | 30   | 7   | 29  | 36  | —    | 14  | 11  | 5  | 5  | 10  | —   | 2  |
| 1992–1993                 | New York Rangers          | NHL                       | 49   | 8   | 23  | 31  | -1   | 4   | —   | —  | —  | —   | —   | —  |
| 1993–1994                 | Binghamton Rangers        | AHL                       | 2    | 1   | 2   | 3   | —    | 0   | —   | —  | —  | —   | —   | —  |
| 1993–1994                 | New York Rangers          | NHL                       | 78   | 12  | 77  | 89  | +20  | 39  | 22  | 5  | 14 | 19  | +10 | 0  |
| 1994–1995                 | New York Rangers          | NHL                       | 38   | 10  | 26  | 36  | -2   | 18  | 10  | 3  | 8  | 11  | -9  | 2  |
| 1995–1996                 | Pittsburgh Penguins       | NHL                       | 64   | 11  | 55  | 66  | +28  | 22  | 18  | 1  | 14 | 15  | +9  | 26 |
| 1996–1997                 | Dallas Stars              | NHL                       | 78   | 13  | 30  | 43  | +19  | 24  | 7   | 0  | 3  | 3   | +4  | 2  |
| 1997–1998                 | Dallas Stars              | NHL                       | 73   | 10  | 47  | 57  | +16  | 16  | 17  | 4  | 5  | 9   | +3  | 2  |
| 1998–1999                 | Dallas Stars              | NHL                       | 81   | 10  | 41  | 51  | +9   | 20  | 23  | 1  | 12 | 13  | +13 | 4  |
| 1999–2000                 | Dallas Stars              | NHL                       | 77   | 9   | 33  | 42  | -2   | 18  | 18  | 2  | 7  | 9   | +1  | 6  |
| 2000–2001                 | Dallas Stars              | NHL                       | 79   | 10  | 41  | 51  | +22  | 24  | 10  | 1  | 5  | 6   | +2  | 4  |
| 2001–2002                 | Dallas Stars              | NHL                       | 80   | 12  | 32  | 44  | -4   | 22  | —   | —  | —  | —   | —   | —  |
| 2002–2003                 | Dallas Stars              | NHL                       | 82   | 11  | 44  | 55  | +21  | 26  | 12  | 4  | 10 | 14  | +2  | 4  |
| 2003–2004                 | Dallas Stars              | NHL                       | 77   | 7   | 35  | 42  | 0    | 20  | 5   | 1  | 1  | 2   | -5  | 0  |
| 2005–2006                 | Dallas Stars              | NHL                       | 78   | 13  | 58  | 71  | +20  | 46  | 5   | 1  | 5  | 6   | -1  | 6  |
| 2006–2007                 | Dallas Stars              | NHL                       | 78   | 12  | 42  | 54  | 0    | 26  | 6   | 0  | 4  | 4   | +3  | 2  |
| 2007–2008                 | Dallas Stars              | NHL                       | 46   | 4   | 31  | 35  | +6   | 12  | 11  | 1  | 5  | 6   | -4  | 4  |
| 2008–2009                 | Dallas Stars              | NHL                       | 10   | 0   | 4   | 4   | -4   | 0   | —   | —  | —  | —   | —   | —  |
| 2009–2010                 | SZKA Szentpétervár        | KHL                       | 53   | 10  | 32  | 42  |      | 32  | —   | —  | —  | —   | —   | —  |
| USSR/OSzL/KHL Összesített | USSR/OSzL/KHL Összesített | USSR/OSzL/KHL Összesített | 216  | 27  | 51  | 78  | —    | 78  | —   | —  | —  | —   | —   | —  |
| NHL Összesített           | NHL Összesített           | NHL Összesített           | 1068 | 152 | 619 | 771 | +148 | 337 | 164 | 24 | 93 | 117 | +28 | 62 |